# جون فروغت
جون فروغت (بالإنجليزية: John Froggatt)‏ هو لاعب كرة قدم ومدرب كرة قدم بريطاني في مركز الهجوم، ولد في 13 ديسمبر 1945 في ستانون هيل ‏ في المملكة المتحدة. لعب مع بورت فايل وكولتشستر يونايتد ونادي بوسطن يونايتد ونوتس كاونتي ونورثامبتون تاون.